# 슈퍼액션히어로 2
《슈퍼액션히어로2》는 2007년에 컴투스에서 개발된 모바일 게임이다.

## 발매일
12월 27일에 SK텔레콤으로 먼저 출시되었고, 1월 3일에 LG텔레콤으로 출시되었다. 1월 5일에 KTF로 출시되었으나, 발매일을 한차례 연기한 적이 있었다.

## 기존 버전과의 차이점 및 추가점
1. 《슈퍼액션히어로》는 종이위의 낙서가 움직이는듯한 느낌이었다면, 《슈퍼액션히어로2》는 종이가 움직이는 듯한 느낌을 준다.
2. 《슈퍼액션히어로》보다 부드러워진 액션을 선보인다.
3. 가면의 업그레이드가 가능하다. Punch, Kick, Throw, Jump, Speed 다섯 가지의 업그레이드가 가능하다.
4. 전작에서는 특정 조건을 만족해야 미니게임들이 열렸으나 《슈퍼액션히어로2》에서는 별을 모아 미니게임을 여는 시스템으로 바뀌었다.
5. 가면을 직접 만들 수 있으며 가면 마켓에 가면을 등록하여 직접 팔 수도 있고 살 수도 있다. 그러나 별을 이용하여 가면을 열어야 팔 수 있으므로 별의 중요성까지 늘어나게 되었다.
6. 기록실이 생겨 자신이 게임을 얼마나 플레이 했는지, 별을 몇 개를 썼는지 심지어 남아있는 용량이 어느 정도 되는지도 알려준다.
7. 던지기가 생겨 다양한 전략이 생겨나게 되었다.
8. 디자인에 차이를 보이는데, 전작에 비해 캐릭터가 얼굴이 커지고 귀여운 느낌을 주며 망토가 길게 늘어나는 효과 로 더 역동적이다.

## 《슈퍼액션히어로2》의 게임들
게임의 종류는 트레이닝 쎈터, 대습격, 복수는 나의 것, 점프 점프, 아래, 아래로, 세계의 끝, 벽뿌, 순발력 테스트, 폭탄 공습, 대탈환, 100미리씩 조금씩, 달에서, 히어로의 역습으로 구성되어 있다. 트레이닝 쎈터가 처음에 열려있으며, 나머지 게임들은 별 500개로 열 수 있다. A 랭크 이상을 얻으면 더 위의 Lv이 열린다.
트레이닝 쎈터
- Lv1. 주어진 커맨드에 따라 기술을 연습하면서 히어로를 어떻게 조작하는지 쉽게 살펴볼 수 있다. 주어진 커맨드를 정확히 입력하면 히어로 게이지가 올라간다.

S 100 A 50 B 30 C 10 (개)
- Lv2. 잡기와 던지기를 연습할 수 있다. 게임 오버와 가면의 레벨 업, 별을 얻는 등의 행위를 할 수 없다. 연습이라서 저장은 할 수 없다. 7번을 누르면 적이 나타나 연습을 도와준다.

※일부 버전들에서는 축구공을 폭탄 쪽으로 던진후 폭탄을 집어들어 축구공과 접촉하게 하면 게임 오버가 되며 가면의 능력치도 저장된다.
대습격
- Lv1. 떨어지는 성게를 피하면서 시계를 획득하는 게임이다.

S 300 A 150 B 100 C 50 (개)
- Lv2. 떨어지는 폭탄을 피하면서 파괴해야 하는 게임이다. 폭탄은 공중에서 파괴할 수 있다. 폭탄을 파괴하면 점수가 올라간다. 시계를 획득하면 타임 게이지가 찬다.

S 200 A 150 B 100 C 50 (개)
- Lv3. 떨어지는 성게를 피하면서 시계를 획득해야 한다. Lv1과 다른 점은 적이 나온다는 것이다.

S 02:00:00 A 01:00:00 B 00:30:00 C 00:20:00
복수는 나의 것
- Lv1. 최대한 적들을 제거하는 게임이다. 적이 방어할 경우에는 크리티컬 공격을 해서 방어를 풀 수 있다. 적을 제거할 때마다 타임 게이지가 찬다.

S 100 A 50 B 30 C 10 (명)
- Lv2. Lv1과 다르게 낭떠러지로 떨어뜨릴 수도 있다. 적을 맵상에서 전부 제거할 때마다 타임 게이지가 새로 찬다.

S 300 A 150 B 100 C 50 (명)
- Lv3. 가장자리로 갈수록 떨어질 확률이 높은 맵이다. 적을 제거할 때마다 타임 게이지가 찬다.

S 300 A 150 B 100 C 50 (명)
- Lv4. 최대한 적을 제거하는 게임이다. 일반적인 적이 나오는 것이 아니라 히어로 가면을 쓴 적이 나와 난이도가 올랐다. 적을 모두 제거할 때마다 타임 게이지가 찬다.

S 100 A 50 B 30 C 10 (명)
- Lv5. 일반적인 적들이 나오는 것이 아니라 자이언트로 변한 적들이 나와 난이도가 올랐다. 나머지는 Lv4와 같다.

S 100 A 50 B 30 C 10 (명)
점프 점프
- Lv1. 최대한 점프 아이템을 많이 얻는 게임이다. 점프 아이템을 밟으면 올라간다. 점프 아이템의 길을 따라 올라가면 된다. 사라지기 직전의 점프 아이템을 얻게 되면 가면의 Jump 게이지가 올라간다. 점점 수면이 위로 올라오기 때문에 올라가지 않으면 죽는다. 타임 아이템을 얻을 때마다 타임 게이지가 찬다.

S 1500 A 800 B 500 C 300 (개)
- Lv2. 최대한 높이 점프하는 게임이다. 점프 아이템을 밟으면 올라간다. 점프 아이템이 무작위로 나타난다. 타임 아이템도 점프 아이템과 같은 역할을 한다. 나머지는 Lv1과 같다.

S 1000 A 500 B 300 C 200 (mm)
- Lv3. 최대한 점프 아이템을 많이 얻는 게임이다. Lv1과 Lv2를 합친 듯한 느낌으로 점프 아이템의 길이 나오다가 갑자기 무작위로 나타난다. 폭탄도 떨어져 히어로를 방해한다. 떨어지는 속도가 눈에 띄게 느리다. 폭탄을 제거해도 타임 게이지가 찬다.

S 500 A 250 B 150 C 100 (개)
아래, 아래로
- Lv1. 최대한 아래로 내려가는 게임이다. 위에서 해가 내려오므로 내려가지 않으면 죽는다. 그러나 너무 내려가 수면 아래로 떨어져도 죽는다. 적을 제거하거나 타임 아이템을 얻을 때마다 타임 게이지가 찬다.

S 500 A 200 B 100 C 50 (mm)
- Lv2. 최대한 아래로 내려가는 게임이다. 위에서 해가 내려오므로 내려가지 않으면 죽는다. Lv1과 다르게 수면이 없어 무한정 내려갈 수 있다. 그러나 찍기(공중에서 8)를 사용하면 죽을 가능성이 있다. 폭탄이 내려온다. 폭탄을 제거하거나 타임 아이템을 얻거나 적을 제거할 때마다 타임 게이지가 찬다.

S 500 A 200 B 100 C 50 (mm)
세계의 끝
- Lv1. 적을 제거하면서 최대한 위로 올라가는 게임이다. 아래에서 수면이 올라오므로 올라가지 않으면 죽는다. 폭탄이 떨어진다. 점프 점프와 다르게 점프 아이템이 없어 히어로가 직접 판을 밟으며 올라가야 한다. 적을 제거하거나 폭탄을 제거하면 타임 게이지가 찬다.

S 500 A 200 B 100 C 50 (mm)
- Lv2. 최대한 위로 올라가는 게임이다. 아래에서 수면이 올라오므로 올라가지 않으면 죽는다. 폭탄도 떨어진다. 판을 밟을 때마다 판이 떨어지기 때문에 신속한 이동이 필요하다. 판이 다시 생기질 않는다. 적을 제거하거나 폭탄을 제거하면 타임 게이지가 찬다.

S 500 A 200 B 100 C 50 (mm)
벽뿌
- Lv1. 왼쪽에서 끊임없이 나오는 벽을 최대한 부수는 게임이다. 벽을 부시지 않고 아래로 떨어뜨리면 더 단단한 하얀 벽이 생성된다. 이 단단한 벽은 크리티컬 공격으로만 부숴지기 때문에 벽을 아래로 떨어뜨리지 않게 조심해야 된다. 이 단단한 벽까지 아래로 떨어뜨리면 성게가 생긴다. 성게는 없앨 수도 떨어뜨릴 수도 없고 히어로를 방해한다. 그러므로 최대한 벽을 아래로 떨어뜨리지 않아야 벽을 많이 부술 수 있다. 벽은 던질 수도 있다. 벽을 부수면 타임 게이지가 찬다.

S 800 A 400 B 200 C 100 (개)
- Lv2. 위에서 떨어지는 벽을 최대한 부수는 게임이다. 아래의 레일 방향이 수시로 바뀐다. 나머지는 Lv1과 같다.

S 1000 A 500 B 300 C 100 (개)
- Lv3. 벽을 최대한 부수는 게임이다. Lv2가 진화한 게임이다. 레일이 3개이며, 2개는 좌우에 나란히 있고 중앙에 있는 1개는 나머지 2개에서 떨어지는 벽을 받아주는 역할을 한다. 즉 좌우에 있는 레일에서 벽이 나타나며, 중앙에 있는 레일에서 벽을 부숴야 한다. 중앙에 있는 레일은 Lv2의 레일과 마찬가지로 레일 방향이 바뀐다. 나머지는 Lv1~2와 같다.

S 500 A 250 B 150 C 100 (개)
순발력 테스트
- Lv1. 좌우에 생기는 타임 아이템을 신속하게 얻는 게임이다. 다른 게임에 비해 타임 게이지가 빨리 없어진다. 타임 아이템을 획득할 때마다 타임 게이지가 찬다.

S 400 A 200 B 100 C 50 (개)
- Lv2. 좌우에 생기는 타임 아이템을 신속하게 얻는 게임이다. 중앙에 벽이 생기므로 벽을 부수면서 타임 아이템을 얻어야 한다. 하얀 벽도 나오는데 크리티컬 공격으로 무리하게 부수다가 죽는 경우도 있다. 벽뿌와는 달리 벽을 아래로 떨어뜨려도 페널티가 없으므로 하얀 벽이 나온다면 던져서 벽을 없애는 것도 좋은 방법이다. 나머지는 Lv1과 같다.

S 600 A 300 B 100 C 50 (개)
- Lv3.
- Lv4.

폭탄 공습
- Lv1. 내려오는 폭탄을 최대한 부수는 게임이다. 폭탄이 땅에 내려오기 전에 부수면 한번에 부서진다. 땅에 내려온 후 폭탄이 빨간 색으로 변하는데, 이 때에는 여러 번을 공격해야 부서진다. 폭탄이 위아래로 겹쳐지게 되면 자동으로 터진다. 공중에서 위아래로 겹쳐 터지는 경우도 생긴다. 일반적인 공격으로 땅이 부숴지는 경우가 생긴다. 하얀 땅과 일반 땅이 있는데 하얀 땅은 크리티컬 공격으로만 부숴지고 일반 땅은 그냥 부숴지므로 주의가 필요하다. 위에서 폭탄이 깜박거리는 것은 폭탄이 내려온다는 것을 예고하는 것이 아니라 그 곳으로 지금 폭탄이 내려오고 있다는 것을 예고하는 것이다. 즉 폭탄이 깜박거릴 때 히어로가 점프를 하면 폭탄이 내려오는 것이 보인다. 폭탄을 부술 때마다 타임 게이지가 찬다.

S 01:00:00 A 00:30:00 B 00:20:00 C 00:10:00
- Lv2. 내려오는 폭탄을 최대한 부수는 게임이다. 하얀 땅이 없어지고 일반 땅이 두겹으로 되어있다. 나머지는 Lv1과 같다.

S 01:00:00 A 00:30:00 B 00:20:00 C 00:10:00
- Lv3. 내려오는 폭탄을 최대한 부수는 게임이다. 일반 땅이 한겹이므로 폭탄이 터지지 않게 주의해야 한다. 나머지는 Lv1과 같다.

S 01:00:00 A 00:30:00 B 00:20:00 C 00:10:00
대탈환
- Lv1. 최대한 웃는 얼굴 아이템을 획득하는 게임이다. 적이 아이템을 획득할 수 있으며 그 때에는 적을 제거해야 아이템을 획득할 수 있다. 점프를 무한대로 할 수 있다. 보통의 아이템보다 큰 아이템이 있는데 그 아이템을 얻으면 가면의 Speed 게이지가 찬다. 큰 아이템을 얻으면 다른 작은 아이템이 커진다. 적을 제거하거나 화면의 아이템을 모두 획득할 때마다 타임 게이지가 찬다.

S 500 A 200 B 150 C 50 (개)
- Lv2. 맵이 바뀌었을 뿐 Lv1과 같다.

S 500 A 200 B 150 C 50 (개)
- Lv3. 맵이 바뀌었을 뿐 Lv1과 같다.

S 100 A 500 B 200 C 100 (개)
100미리씩 조금씩
- Lv1. 최대한 멀리 달리는 게임이다. 성게와 적이 방해하며 성게는 세모 표시로 나오는 것을 예고한다. 달리는 중간 중간에 낭떠러지가 있으며 달리지만 말고 점프도 해야한다. 점프 아이템과 스피드 아이템이 있는데 점프 아이템은 점프 점프와 같은 역할을 한다. 스피드 아이템은 히어로를 순간 최대 속력으로 달리게 해준다. 점프 아이템은 가면의 Jump 게이지를 올려주며, 역시 스피드 아이템은 가면의 Speed 게이지를 올려준다. 타임 아이템을 얻을 때마다 타임 게이지가 찬다. 타임 아이템이 채워주는 양이 미미하기 때문에 타임 아이템을 한번에 많이 얻어야 한다.

S 3000 A 1500 B 800 C 300 (mm)
- Lv2. Lv1처럼 달리다가 갑자기 무작위로 맵이 바뀐다. 무작위로 맵이 바뀐 곳을 지나가면 다시 Lv1처럼 맵이 바뀐다. 나머지는 Lv1과 같다.

S 3000 A 1500 B 800 C 300 (mm)
- Lv3. Lv1처럼 달리다가 점프 아이템으로만 건너가야 하는 곳이 나온다. 점프 아이템을 사용해서 건너가야 하며 떨어지면 바로 죽는다. 나머지는 Lv1과 같다.

S 3000 A 1500 B 800 C 300 (mm)
달에서
- Lv1. 최대한 오래 살아남는 게임이다. 달에서라는 제목처럼 중력이 적으며 무한 점프가 가능하다. 공중 대쉬를 엄청나게 많이 할 수 있으며 콤보도 많이 낼 수 있다. 적이 공중에서 나타나기 때문에 공중에서 미리 적을 처리한 뒤 땅에서 나머지를 제거하는 것이 좋다. 적이 땅에 떨어져야 죽는 것으로 처리된다. 적을 맵상에서 전부 제거할 때마다 타임 게이지가 오른다.

S 02:00:00 A 01:00:00 B 00:30:00 C 00:15:00
- Lv2. 자이언트가 나타날 뿐 Lv1과 같다.

S 02:00:00 A 01:00:00 B 00:30:00 C 00:15:00
히어로의 역습
- Lv1. 최대한 벽들을 부수며 아래로 이동하는 게임이다. 아래로 내려가기 위해선 반드시 벽을 부숴야 한다. 하얀 벽도 나와 골머리를 썩힌다. 타임 아이템이나 적들을 제거할 때마다 타임 게이지가 올라간다.

S 500 A 300 B 150 C 50 (개)
- Lv2. 최대한 벽들을 부수며 아래로 이동하는 게임이다. 벽이 군데군데 있는 게 아니라 맵 전체가 벽이다. 나머지는 Lv1과 같다.

S 500 A 300 B 150 C 50 (개)

## 변신의 능력
각 가면마다 변신했을 때 능력이 다른데, 이 능력은 세로줄마다 일관성이 있다.
| 첫 번째 줄: 변신 | 두 번째 줄: 변신 + 시간이 느려짐 | 세 번째 줄: 변신 + 시간 멈춤 | 네 번째 줄: 폭발 | 다섯 번째 줄: 변신 | 여섯 번째 줄: 변신 | 일곱 번째 줄: 변신 + 시간 멈춤 | 여덟 번째 줄: 폭발 |